# Ермуполи
Ермуполи (на гръцки: Ερμούπολη, понякога и Ермуполис на гръцки: Ἑρμούπολις, в превод градът на Хермес) е град в Гърция на остров Сирос (Цикладски острови), главен град на острова, а също и на административната област Южен Егей. Ермуполи е център на дем Сирос-Ермуполи

## История
Ермуполи е основано във времената на Гръцката война за независимост около 1820 г., като продължение на съществуващото селище Ано Сирос (Горно Сирос). Скоро селището се превръща във водещ търговски и промишлен център на Гърция, с важно пристанище.
Значението на пристанището на Ермуполи залязва покрай пристанището на Пирея в края на XIX век. В следващите десетилетия градът залязва, но днес постепенно стопанството на града се подобрява, базирано на развитието на услугите.

## Побратимени градове
- Ел Пуерто де Санта Мария, Испания

## Личности
- Григорий Папуцопулос – гръцки духовник, костурски владика (1985-1996);
- Димитриос Викелас (1835-1908) – бизнесмен, писател и първи председател на Международния олимпийски комитет;
- Емануил Бенакис (1843-1929) – търговец и политик;
- Емануил Ройдес (1836-1904) – писател и журналист;
- Йоргос Сурис – поет;
- Маркос Вамвакарис (1905-1972) – музикант;
- Олга Брумас (1949) – поетеса и преводачка;
- Теодорос Багланеас (1913 - 2003), гръцки юрист и политик